# 布雷安拉维尔
布雷安拉维尔（法語：Bréhain-la-Ville）是法国默尔特-摩泽尔省的一个市镇，属于布里埃区（Briey）维勒吕普县（Villerupt）。该市镇总面积10.08平方公里，2009年时的人口为285人。

## 人口
布雷安拉维尔人口变化图示